# San Diego Clippers 1980-1981
La stagione 1980-81 dei San Diego Clippers fu l'11ª nella NBA per la franchigia.
I San Diego Clippers arrivarono quinti nella Pacific Division della Western Conference con un record di 36-46, non qualificandosi per i play-off.

## Roster
| N°    | Naz.                   | Ruolo | Sportivo         | Anno | Alt. | Peso |
| ----- | ---------------------- | ----- | ---------------- | ---- | ---- | ---- |
| 7     | Stati Uniti (bandiera) | A     | Michael Brooks   | 1958 | 201  | 100  |
| 10-15 | Stati Uniti (bandiera) | G     | Henry Bibby      | 1949 | 185  | 84   |
| 11    | Stati Uniti (bandiera) | G     | Phil Smith       | 1952 | 193  | 84   |
| 14    | Stati Uniti (bandiera) | G     | Brian Taylor     | 1951 | 188  | 84   |
| 20    | Stati Uniti (bandiera) | GA    | Freeman Williams | 1956 | 193  | 86   |
| 21    | Stati Uniti (bandiera) | AC    | Sidney Wicks     | 1949 | 203  | 102  |
| 22    | Stati Uniti (bandiera) | GA    | Stan Pietkiewicz | 1956 | 196  | 91   |
| 23    | Stati Uniti (bandiera) | AC    | Joe Bryant       | 1954 | 206  | 84   |
| 24    | Stati Uniti (bandiera) | A     | Gar Heard        | 1948 | 198  | 99   |
| 30    | Stati Uniti (bandiera) | GA    | Wally Rank       | 1958 | 198  | 100  |
| 31    | Paesi Bassi (bandiera) | C     | Swen Nater       | 1950 | 211  | 109  |
| 33    | Stati Uniti (bandiera) | AC    | Jerome Whitehead | 1956 | 208  | 100  |
| 34    | Stati Uniti (bandiera) | G     | Tony Price       | 1957 | 198  | 86   |
| 42    | Stati Uniti (bandiera) | GA    | Ron Davis        | 1954 | 198  | 90   |

## Staff tecnico
- Allenatore: Paul Silas
- Vice-allenatori: Pete Babcock, Bill Westphal
- Preparatore atletico: Larry Roberts